# Wahlpflichtunterricht
Wahlpflichtunterricht oder Pflichtwahlunterricht (kurz: WPU respektive PWU) bedeutet, dass man aus bestimmten Fachbereichen Lehrangebote auswählen muss, zum Beispiel aus Mathematik, Informatik, Kunst, Geographie und Musik oder Sprachen wie Französisch, Spanisch, Lateinunterricht, Italienisch, Russisch und Griechisch. Als Wahlpflichtfach beziehungsweise Pflichtwahlfach (kurz: WPF oder PWF) respektive Wahlpflichtgegenstand (Österreich) wird folglich ein Schulfach bezeichnet, das man aus einer Gruppe von Fächern auswählen muss, das dann aber verbindlich ist.

## Deutschland
In Nordrhein-Westfalen wählen Schüler der sechsten (Gesamtschule), siebten (Realschule) oder achten Klasse (Gymnasium) zwischen verschiedenen Wahlpflichtfächern.
Bei diesen muss mindestens ein Fach aus dem Bereich Naturwissenschaften, Gesellschaftswissenschaften und eine dritte Fremdsprache zur Auswahl stehen (Gymnasium). Im Normalfall gibt es zusätzlich auch noch die Möglichkeit des Informatikunterrichts und eines künstlerisch-kreativen Faches.
In Bayern gibt es an Beruflichen Oberschulen Wahlpflichtfächer.
Der Kurs wird entsprechend in Deutschland als Wahlpflichtkurs respektive Pflichtwahlkurs (WPK oder PWK) bezeichnet.

## Österreich
Wahlpflichtgegenstände nach § 8 Schulorganisationsgesetz (SchOG) sind in Österreich Schulfächer der allgemeinbildenden Schule, die von den Schülern aus dem Fächerkanon des Schultyps frei gewählt werden können.  Meist handelt es sich um vertiefende Wahlpflichtfächer, in die diversen Pflichtgegenstände ergänzt, oder zusätzliche Wahlpflichtfächer, etwa eine zusätzliche Fremdsprache. Wie auch bei einem  Freigegenstand (Freifach), der unverbindlichen Übungen und dem Förderunterricht ist nach Anmeldung  für alle diese Gegenstände der Besuch verbindlich, wie in jedem anderen Unterrichtsfach des Stundenplans – im Unterschied zu diesen sind sie  alternative Pflichtgegenstände, deren Note für den positiven Abschluss der Klasse herangezogen wird: Ein begonnenes Wahlpflichtfach muss positiv beendet werden. Im Wahlpflichtfach kann teilweise auch maturiert werden.
Wahlpflichtfächer kommen nur dann zustande, wenn sich eine bestimmte Schülerzahl dafür entscheidet. Pro Jahr können ein bis drei Wahlpflichtfächer gewählt werden. Ein Wahlpflichtgegenstand umfasst meist zwei Stunden pro Woche, in Sonderfällen, wie etwa bei Sprachen, auch drei, und wird ab der 10. Schulstufe in Schülergruppen abgehalten, deren Anzahl mit meist 15 Schülern beschränkt ist, und die klassenübergreifend geführt werden können. Schülergruppen sind auch je Schule kontingentiert (maximal 16–20 Gruppen).